# Киос
Киос (Кий, др.-греч. Kίος), позже переименованный в Прусию (Прусиаду Приморскую, лат. Prusias ad Mare) — это древнегреческий город, граничащий с Пропонтидой (ныне известной как Мраморное море), в Вифинии, а ранее в Мисии (в современной северо-западной Турции). Он был упомянут Геродотом, Ксенофонтом, Аристотелем, Страбоном и Аполлонием Родосским.

## География
Киос был стратегически расположен в начале залива в Пропонтиде, называемого заливом Кия, или Кианус синус. Геродот называет его Киосом Мисийским, а также и Ксенофонт, из чего следует, что Мисия, даже во времена Ксенофонта, простиралась по крайней мере на восток до начала залива Кия. Плиний Старший сообщает, что Киос был милетской колонией. Это было у подножия горы Аргантониус, и существовал миф, что Гилас, один из спутников Геракла во время путешествия в Колхиду, был унесен нимфами, когда он шел сюда за водой. Киос — другой спутник Геракла, вернувшись из Колхиды, остался здесь и основал город, которому дал свое имя. Плиний упоминает здесь реку Гилас и реку Киос, одна из которых напоминает нам имя юноши, похищенного нимфами, а другая — имя мифического основателя. Киос может быть каналом, по которому озеро Аскания сбрасывает свои воды в залив Киос. Однако его география — это постоянная причина трудностей. Положение Кия сделало его портом для внутренних частей страны, и он стал местом большого коммерческого значения. Помпоний Мела называет его самым удобным торговым центром Фригии, который находился недалеко от него.

## История

### Античная история
Греками из Милета в 625 г. до н. э. в глубине Гемликского залива Мраморного моря был основан город Киос.
С 553 г. до н. э. находился под властью лидийцев, а затем персов. Город был освобожден афинянами в 459 г. до н. э. С 466 г. до н. э. Киос становится членом Делосского союза греческих государств. Воспользовавшись поражением афинян в Сицилии от спартанцев и их союзников, персы снова овладевают городом в 412 г. до н. э. и правят им до 334 г. до н. э., пока Киос не был завоеван Александром Македонским.
Киос был взят персами после сожжения Сард в 499 году до н. э. Он присоединился к Этолийскому союзу и был уничтожен Филиппом V Македонским во время Второй македонской войны (200—197 гг. до н. э.) и передан им Прусию I Вифинскому. Междоусобица между наследниками Александра привела к разрушению города царём эллинистической Вифинии Прусием I. Прусий, восстановил его под именем Прусиас (Προυσιάς). Его иногда называли Прусиас на море, чтобы отличить его от других городов с тем же названием, или πράάλασσαν. В тексте Мемнона название города Кирус, но Мемнон, как в этом, так и в других отрывках, смешал Киос и Кирос. Но замечено, что Киос должен был либо все ещё существовать рядом с новым городом, либо восстановить свое старое название, ибо Плиний упоминает Киос, а также Мела, Зосима и писатели более позднего времени.
Он был важной цепью на древнем Шелковом пути и стал известен как богатый город.
Рим воспользовался греческой междоусобицей и подчинил себе Вифинию, включая Киос, в 74 г. до н. э.

### Римский и Византийский периоды
При римлянах город сохранил свою автономию и греческий характер. После посещения Вифинии апостолом Петром, с 112 г. здесь распространяется христианство. Византийский Киос становится резиденцей патриарха и летним местом отдыха Византийских императоров. В Византийский период город подвергался налетам готов, арабов, крестоносцев, турок-сельджуков.

### Позднее Средневековье
С 1300 г. вновь появившиеся турки, под водительством Османа I, совершают налёты на южное побережье Мраморного моря, овладевают Прусой (ныне Бурса) в 1320 г. и, после двухлетней осады, овладевают Киосом в 1326 г.. Город был разрушен, оставшееся в живых греческое население ушло в Аргатонские горы. Через 3 года жителям было разрешено вернуться и поселиться вокруг разрушенного храма Божьей Богоматери. При султане Мураде IV, учитывая зависимость османов от навыков греков (и киосцев в частности) в судостроении, были предоставлены некоторые свободы и право киосцев выбирать своего греческого мэра.

### XIX век
После реформ султана Махмуда II в 1823—1839 и после него положение с религиозными свободами и просвещением греков несколько улучшилось.
Киос снова стал винодельческим центром, как и до мусульманского завоевания, и практически вся торговля перешла в руки греков.
С провозглашением турецкой конституции в 1908 г. христианское население поверило, что наступают лучшие времена. Однако движение младотурок и идеология пантюркизма положили конец этим надеждам.

### XX век
С началом Первой мировой войны турки организовали гонения на христианское население империи. Киосцы вынуждены были организовать отряды самообороны.
Война закончилась поражением турок, и союзники вступают в Константинополь. Появились первые турецкие партизанские «четы» вокруг Бурсы. При поддержке британского флота четы были изгнаны из Киоса, и греческая армия вступила в город 25 июля 1920 г. Население встретило их как освободителей.
Между тем, столкновение интересов среди членов Антанты привело к тому, что в конечном итоге в Малой Азии осталась воевать против зарождающейся турецкой республики только греческая армия. Более того, члены Антанты, обеспечив свои экономические интересы, в той или иной мере стали союзниками новой кемалистской Турции. Положение для Греции усугублялось тем, что она не могла, в свою очередь, выйти из войны, оставив без защиты греческое население.

Местоположение района Гемлик в провинции Бурса, Турция

После неудавшегося похода греческой армии на Анкару ситуация кардинально изменилась. С 22 августа 1922 года Киос подвергся атакам турок. В город стеклись тысячи жителей внутренних районов и, вместе с местными жителями, население достигло 30 тыс. С 25 по 28 августа, во избежание резни, под прикрытием 2-х греческих крейсеров население эвакуировалось на 11 грузовых судах. Согласно Лозаннским соглашениям, эвакуированное коренное население не могло вернуться и, вместе с оставшимся в живых греческим населением Малой Азии и Фракии, подлежало вынужденному обмену населением. Так Киос стал Гемликом.
После обмена населением в 1923 году греческие беженцы из Киоса основали город Неа Киос (греч. Νέα Κίος) в Арголиде, Греция, и деревню Паралия в Пиерии, Греция . Сегодня от древнего города и его гавани осталось совсем немного. Несколько западнее расположен новый современный район, часть города Бурсы — Гемлик, провинция Бурса, Турция.

## Церковная история
Киос стал раннехристианским епископством. Его епископ Кирилл принял участие в Первом Никейском Соборе в 325 году, а Феосевий присутствовал в Эфесском соборе. Имена многих его преемников в первом тысячелетии известны из дошедших до нас современных документов. Киос сегодня числится Католической Церковью как епископский престол.